# Dendrobium perulatum
Dendrobium perulatum är en orkidéart som beskrevs av François Gagnepain. Dendrobium perulatum ingår i släktet Dendrobium, och familjen orkidéer. Inga underarter finns listade i Catalogue of Life.